# France Balantič
France Balantič, (29 novembre 1921 - 24 novembre 1943) était un poète slovène. Ses travaux furent interdits des écoles et des bibliothèques durant la période communiste yougoslave de Tito. Depuis la fin des années 1980, l'auteur est redécouvert et considéré comme un des plus grands poètes slovènes du XXe siècle.

## Biographie
France Balantič est né en 1921 dans la localité de Kamnik dans le royaume de Yougoslavie (aujourd'hui en Slovénie). Avant la Seconde Guerre mondiale, il étudie la littérature slave à l'université de Ljubljana. En 1942, il est emprisonné dans le camp de concentration de Gonars contrôlé par le pouvoir fasciste du royaume d'Italie. Libéré, il rejoindra une milice anti-communiste qui collaborera avec le pouvoir Nazi allemand. Il était officier en 1943 lorsqu'il fut tué lorsque son poste de garde près de Cerknica fut attaqué par les partisans yougoslaves.
Balantič a écrit plusieurs poèmes et a été influencé par les ouvrages de Josip Murn, Srečko Kosovel et de Alojz Gradnik. Après la Seconde Guerre mondiale, ses réalisations furent enlevées des écoles et des bibliothèques de toute la Yougoslavie. Quand l'historien en littérature dénommé Anton Slodnjak mentionna ses travaux dans une revue de la littérature slovène, celui-ci perdit son poste à l'université de Ljubljana dans les années 1950. D'autres publications furent interdites et détruites en 1966. Ses ouvrages étaient toutefois accessibles à la diaspora slovène, notamment en Argentine où ses travaux furent publiés. Ce n'est qu'à la fin des années 1980 que le poète fut redécouvert en Slovénie et est considéré depuis comme un des plus grands poètes slovènes du XXe siècle en compagnie de Edvard Kocbek et Srečko Kosovel.

## Poèmes
- V ognju groze plapolam (Ljubljana, 1944);
- Muževna steblika (Buenos Aires, 1966);
- Zbrano delo, (Buenos Aires, 1976);
- Zbrane pesmi, (Ljubljana, 1991);
- Tihi glas piščali, (Ljubljana, 1991).